# سون‌دو، آب‌شوران
سون‌دو (به ترکی آذربایجانی: Sündü) یک منطقه مسکونی در جمهوری آذربایجان است که در شهرستان آب‌شوران واقع شده‌است.